# Egon Vielrose
Egon Vielrose (ur. 30 grudnia 1907 w Dąbrowie Górniczej, zm. 21 października 1984 w Warszawie) – polski ekonomista i demograf.

## Życiorys
Urodził się w rodzinie Arnolda (1862–1942), inżyniera górniczego, i Very Olgi Vielrose (1877–1944). Ukończył w 1925 gimnazjum w Dąbrowie Górniczej. W latach 1925–1930 studiował matematykę na UW, a następnie ekonomię w SGH. Należał do Polskiej Korporacji Akademickiej Chrobatia. Doktorat z ekonomii uzyskał w roku 1940 (praca Prognoza szeregów rozwojowych), zaś habilitował się w roku 1960 na UW na podstawie pracy Zarys demografii potencjalnej.
Od 1934 od 1949 roku pracownik SGH, w latach 1946–1951 zastępca naczelnika Wydziału Statystycznego Zarządu Miejskiego m. st. Warszawy, od 1957 pracownik Wydziału Ekonomicznego UŁ, a w latach 1974–1978 UW. W latach 1967–1974 pracował na Uniwersytecie w Ibadanie w Nigerii. Jego zainteresowania badawcze obejmowały statystykę, ekonometrię oraz demografię społeczeństw współczesnych i historyczną.
15 stycznia 1955 został odznaczony Medalem 10-lecia Polski Ludowej.
Zmarł w Warszawie, pochowany na cmentarzu ewangelicko-augsburskim w Warszawie (sektor AL44-1-55/57).